# Мавлянбеков Ахметбек Маткулович
Ахметбек Маткулович Мавлянбеков (1897, місто Ходжент, тепер місто Худжанд, Таджикистан — розстріляний 1938) — радянський діяч, голова Центральної контрольної комісії КП(б) Узбекистану — народний комісар робітничо-селянської інспекції Узбецької РСР, народний комісар юстиції Узбецької РСР та прокурор Узбецької РСР. Член Бюро ЦК КП(б) Таджикистану. Член Центральної контрольної комісії ВКП(б) у 1925—1927 роках. Член ЦВК СРСР 3—4-го скликань.

## Життєпис
Народився в родині робітника, який працював сторожем та розсильним у поштово-телеграфній конторі. У 1911 році Ахметбек Мавлянбеков закінчив російсько-тубільну школу Ходжента, потім — курси телеграфістів.
З 1914 року — сторож у російсько-тубільній школі, прибиральник у приватних осіб, у 1915—1916 роках — мірза у Пулатжана Самжіалова. З середини 1916 року — листоноша в Маргелані, старший телегафіст поштово-телеграфної контори міста Ходжента.
У 1917 році був одним із організаторів «Ради мусульманських депутатів» у Ходженті.
Член РКП(б) з червня 1918 року.
У 1918—1919 роках — завідувач відділу праці та соціального забезпечення виконавчого комітету Ходжентської повітової ради. Учасник боротьби із басмачами у Ходжентському повіті: рядовий та командир загону.
У 1919 році — голова Ходжентського народного суду; голова Ходжентської повітової Ради народного господарства.
У 1919—1920 роках — голова Ходжентського повітового і міського комітету КП(б) Туркестану.
У 1920 році — голова Ходжентського повітово-міського революційного комітету.
У 1920—1921 роках — голова виконавчого комітету Ходжентської повітової та міської ради.
У 1921 році — член виконавчого комітету Ташкентської повітової ради та член колегії Туркестанського ЦВК.
У 1921 — січні 1922 року — голова Ферганської обласної надзвичайної комісії (ЧК), перший заступник голови Ферганського обласного революційного комітету, т.в.о. голови Ферганського обласного революційного комітету, голова Ферганської обласної Економічної ради.
У січні 1922 — березні 1923 року — відповідальний секретар Самаркандського обласного комітету КП(б) Туркестану, член Надзвичайної трійки боротьби з басмацтвом у Самаркандській області.
23 червня 1923 — листопад 1924 року — відповідальний секретар ЦК КП(б) Бухари.
У листопаді 1924 — 1925 року — народний комісар робітничо-селянської інспекції Узбецької РСР.
У лютому 1925 року — завідувач обліково-розподільчого підвідділу організаційного відділу ЦК КП(б) Узбекистану.
У лютому 1925 — березні 1927 року — голова Центральної контрольної комісії КП(б) Узбекистану — народний комісар робітничо-селянської інспекції Узбецької РСР.
У березні 1927 — квітні 1930 року — народний комісар юстиції Узбецької РСР та прокурор Узбецької РСР.
У 1930 році — голова Центральної ради Добровільного товариства УзбОСОАВІАХІМ.
У квітні 1930 — 1931 року — секретар ЦВК Узбецької РСР.
У 1931—1933 роках — слухач Історичного інституту Червоної професури в Москві, навчання не закінчив.
У вересні 1933 — листопаді 1934 року — заступник, 1-й заступник начальника політичного сектору машинно-тракторних станцій та бавовносіючих радгоспів уповноваженого Народного комісаріату землеробства СРСР по Середній Азії.
У листопаді 1934 — серпні 1937 року — завідувач відділу пропаганди та агітації ЦК КП(б) Таджикистану.
1937 року заарештований органами НКВС. Прізвище Ахметбека Мавлянбекова включене до представленого НКВС СРСР та затвердженого 8 травня 1938 року Сталіним та Молотовим «Списку осіб, які підлягають суду Військової колегії Верховного суду СРСР по Таджицькій РСР» за 1-ю категорією. У 1938 році засуджений до страти, розстріляний.
Посмертно реабілітований. 

## Нагороди
- орден Червоного Прапора (1923)